# Rubinstein Erna
Rubinstein Erna, Edna Ford (születési neve Rubinstein Ernesztina) (Nagyszeben, 1903. március 3. – Los Angeles, Kalifornia, USA, 1983. szeptember 22.) hegedűművésznő.

## Élete
Rubinstein Herman gyáros és Hirsch Jenny (1874–1964) lánya. Már hatéves korában fellépett növendékként, s tizenegy évesen önálló hangversenyeket adott. Zenei tanulmányait Debrecenben Füredi Józsefnél kezdte, a Zeneakadémián utolsó két évét Hubay Jenő művészképzőjében végezte el. Megkapta az akadémia Liszt Ferenc-díját. 
Világszerte sok hangversenyen szerepelt. Többek közölt Bécsben Wilhelm Furtwängler, Berlinben Nikisch Artúr és New Yorkban Willem Mengelberg vezényletével játszott. 
Az 1930-as években színésznőként is kipróbálta magát, s fellépett Fényes Szabolcs Mimi című darabjának címszerepében. Az 1933-ban bemutatott Falusi lakodalom (Az ellopott szerda) című magyar filmvígjáték női másodfőszerepét játszotta Hajdú Eta mellett a magyar és a német verzióban (Tokejerglut/Der Liebesfotograf) is. Ezt követően 1938-ban még egy amerikai filmben (Under a Gipsy Moon) játszott.
Első házasságát még Magyarországon kötötte Strauss Sándor cégvezetővel 1933. december 27-én, két év múlva elváltak.
Az európai zsidóüldözések elől az Amerikai Egyesült Államokba menekült. 1944. június 11-én Los Angelesben kötött újabb házasságot George Bruce forgatókönyvíróval. Férje folyamatosan bántalmazta, három fogát kiverte, és karját többször hátracsavarta, ami véget vetett hegedűművészi pályájának. Alig egy évnyi házasság utáni hosszadalmas válóperüket követte az amerikai sajtó. 
Az 1950-es évektől a kaliforniai San Lorenzoban élt édesanyjával és az Edna Ford nevet használta.